# Љ
Љ, љ (Lje, pronunciado lhe) é uma letra do alfabeto cirílico presente no alfabeto sérvio idealizado por Vuk Stefanović Karadžić bem como em sua variante macedônia.
Originou-se a partir da junção da letra Л (El) com a Ь (pronúncia suave) e tem o mesmo som das duas letras separadas, ou seja, [lj].